# Realismo australiano
O realismo australiano, também chamado de materialismo australiano, é uma escola de filosofia que floresceu na primeira metade do século XX em diversas universidades da Austrália, incluindo a Universidade Nacional Australiana, a Universidade de Adelaide e a Universidade de Sydney, e cuja reivindicação central, afirmada pelo principal teórico, John Anderson, foi que " tudo o que existe ... é real, ou seja, é uma situação ou ocorrência espacial e temporal que está no mesmo nível de realidade que qualquer outra coisa que existe". Juntamente com isso estava a ideia de Anderson de que “todo fato (que inclui todo “objeto”) é uma situação complexa: não há fatos simples, atômicos, objetos que não possam ser, por assim dizer, expandidos em fatos”. Teóricos proeminentes dessa escola foram, incluindo Anderson, David Malet Armstrong, JL Mackie, Ullin Place, JJC Smart e David Stove. O rótulo "realista australiano" foi conferido aos assistentes de Anderson por AJ Baker em 1986, com aprovação mista dos filósofos realistas australianos. :p188 David Malet Armstrong "sugeriu, meio a sério, que 'a forte luz do sol e a dura paisagem marrom da Austrália força a realidade sobre nós'".

## Origens
O realismo australiano começou depois que John Anderson aceitou a cadeira de filosofia Challis na Universidade de Sydney em 1927. Entre seus alunos, estavam filósofos como John Passmore, JL Mackie, David Stove, Eugene Kamenka e David Malet Armstrong. Anderson via a filosofia historicamente como uma longa discussão começando com Tales de Mileto. Anderson propôs que não havia nada mais no ser do que um sistema espaço-temporal e que, uma visão correta e coerente do mundo envolvia não apenas rejeitar qualquer tipo de divindade, mas também as entidades extraordinárias postuladas por tantos filósofos desde, no mínimo, o tempo de Platão até os dias atuais.
Independentemente dos "andersonianos", na Universidade Adelaide durante a década de 1950, a teoria da identidade mente-cérebro estava sendo desenvolvida por dois ex-alunos de Gilbert Ryle, JJC Smart (então Presidente de Filosofia da universidade) e Ullin Place. :ch9

## Princípios básicos
(1) Todas as entidades existem em 'situações' espaço-temporais. 'Situações' são tudo o que existe. Todas as situações têm o mesmo status ontológico . Não há 'níveis' de realidade.
(2) Todas as situações têm uma forma proposicional - isto é, todas as situações têm a forma de "A é B".
(3) A realidade é infinitamente complexa e plural. Todo fato (que inclui todo “objeto”) é uma situação complexa: não há fatos simples, nem fatos atômicos, nem objetos que não possam ser expandidos em fatos.
(4) Todas as situações existem independentemente do conhecimento delas.
(5) Determinismo: todas as entidades — objetos, eventos, situações — são causadas.
(6) A Ética se preocupa em estabelecer e descrever o que é Bom. É uma ciência positiva, mas que não é normativa.

## Filosofia da matemática
James Franklin e a" Escola de Sydney " desenvolve a visão Anderson-Armstrong de "um nível de realidade" em uma filosofia da matemática que se opõe a ambos Platonismo e nominalismo. Sua Filosofia realista aristotélica da matemática sustenta que a matemática estuda propriedades como simetria, continuidade e ordem que podem ser imanentemente realizadas no mundo físico (ou em qualquer outro mundo que possa haver).